# Sven Ahnsjö
Sven Ahnsjö, född den 11 juni 1906 i Karlshamn, död den 15 januari 1992 i Eskilstuna, var en svensk läkare och landets första professor i barnpsykiatri.
Han var från 1935 gift med konstnären Doris Lindström, och far till operasångaren Claes-Håkan Ahnsjö, och var den förste professorn i barnpsykiatri vid Karolinska institutet 1958–1972. Ahnsjö, som ansvarade för barninstitutionen Norrboda, representerade en socialliberal hållning  i enlighet med den rådande socialdemokratiska doktrinen vid denna tid.
Han anlitades 1960 som sakkunnig i en utredning kring riktlinjer för en framtida statsunderstödd familjerådgivningsverksamhet.
Makarna Ahnsjö är begravda på Sankt Pauli mellersta kyrkogård i Malmö.